# Кухня Лесото

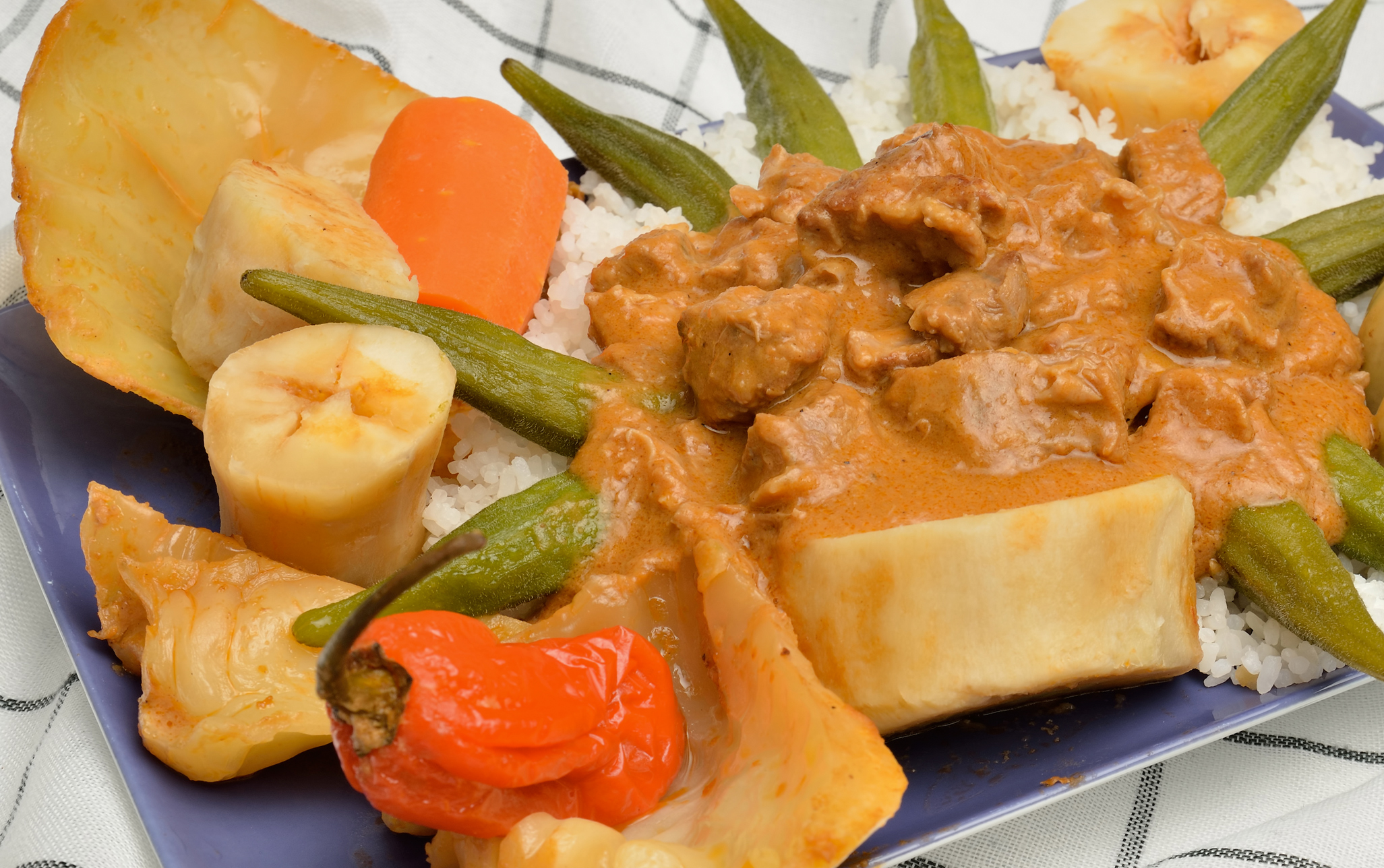
Маафе – африканское стью из бычьих хвостов

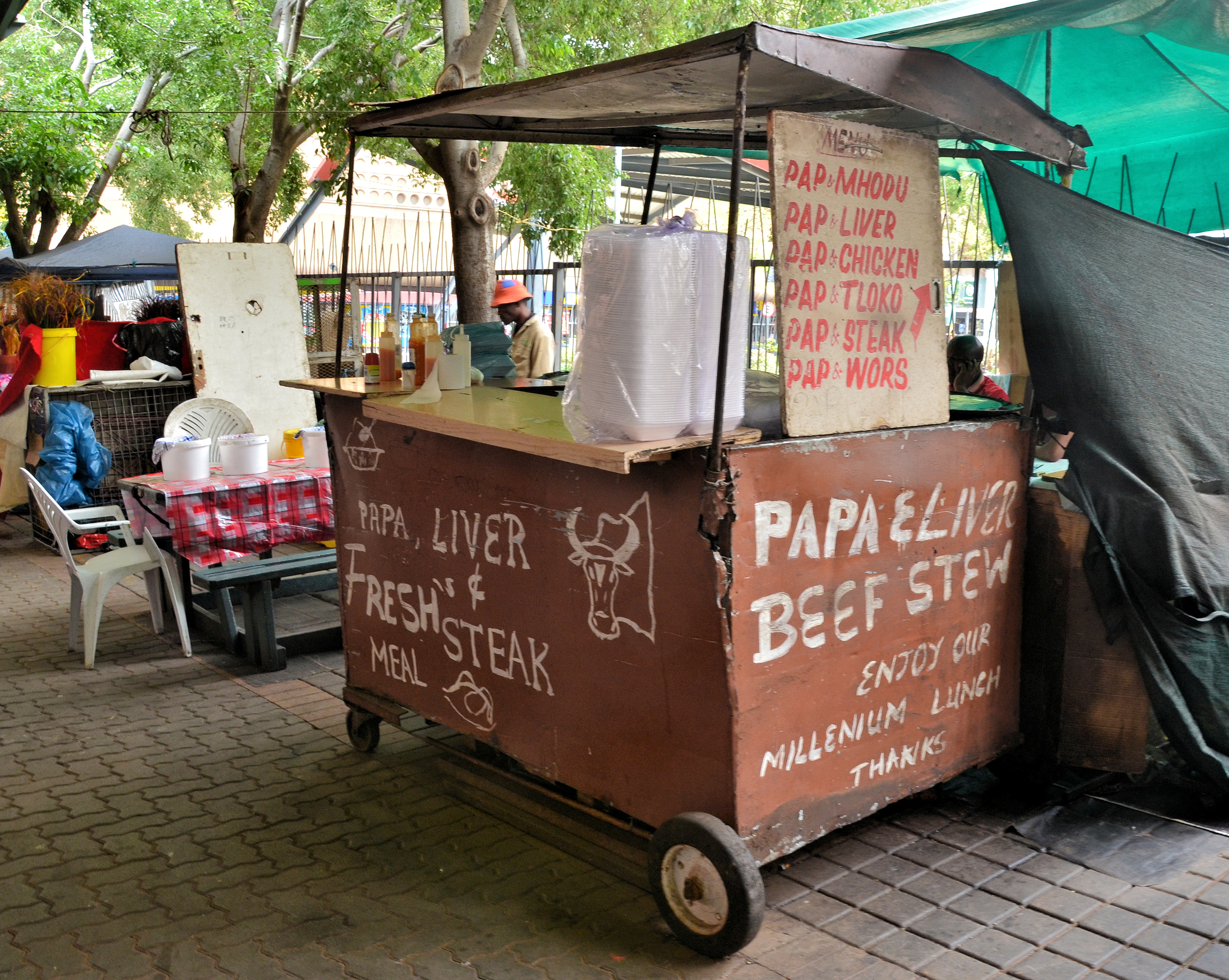
Уличная тележка с характерными для южной Африки блюдами

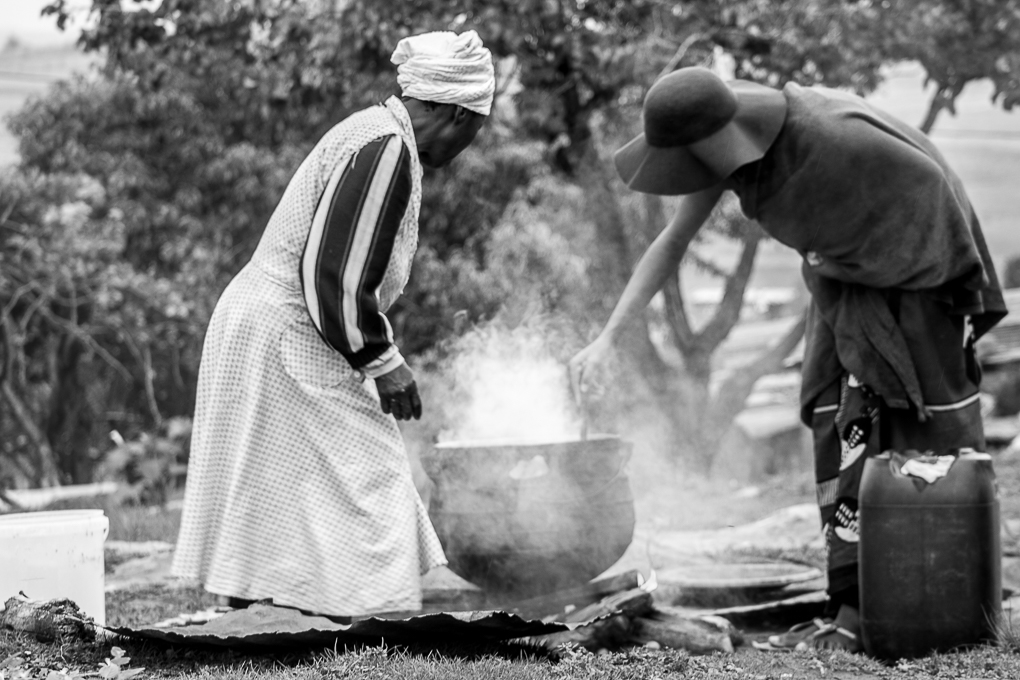
Женщины готовят еду

Кухня басуто (народа Лесото) основана на африканских кулинарных традициях, также с британским влиянием . Лесото окружено Южной Африкой и имеет общие кулинарные традиции со своим соседом.
Лесотийские блюда включают likhobe — стью с фасолью, ягодами и сорго. К блюдам на основе кукурузы относятся papa, ферментированная каша ting, приготовленные на пару буханки, называемые leqebekoane. Motoho — каша из ферментированного сорго.
По особым случаям готовят курицу, также распространено жареное на углях мясо животных, как домашних (бык, коза), так и диких (страус, крокодил, дикобраз) . 
Кухня басуто включает соусы, как правило, менее острые, чем в других африканских странах. Салаты из листьев свеклы и моркови – распространенные гарниры .
В стране встречаются британские десерты .
Другие традиционные блюда включают:
- Стью из бычьих хвостов [1]
- Карри [1]
- Кебабы [1]

## Напитки
- Имбирное пиво [1]
- Местное пиво joale [1]
- Мотохо (ферментированная каша) [1]
- Чай ройбуш
- Кислое молоко